# 41. šachová olympiáda

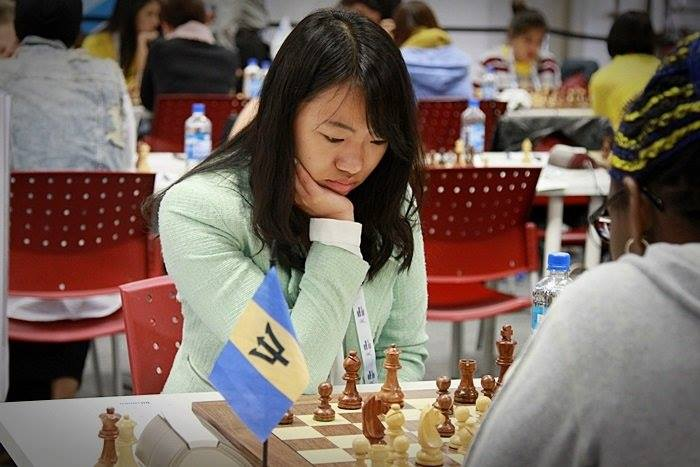
Yuanling Yuang reprezentující Kanadu na 41. šachové olympiádě v Norsku

41. šachová olympiáda (též Šachová olympiáda v Tromsø) byla šachovým turnajem pořádaným Mezinárodní šachovou federací (FIDE) mezi 1. a 14. srpnem 2014 v norském městě Tromsø. Odděleně se hrála sekce otevřená (mužská) a sekce ženská a součástí bylo i několik akcí určených pro propagaci šachu.
Olympiády se zúčastnilo celkem 1570 hráčů, z toho 881 mužů a 689 žen. Počet zúčastněných týmů byl 177 (ze 172 zemí) v otevřené sekci a 136 týmů (ze 131 zemí) v ženské sekci. Hlavním rozhodčím akce byl řecký mezinárodní rozhodčí Panagiotis Nikolopoulos. Úřadující mistr světa Magnus Carlsen, byl jedním z osmi oficiálních ambasadorů akce a sám hrál za norský tým.
Čína poprvé v historii vyhrála mužskou část akce, Rusko pak již potřetí za sebou zvítězilo v sekci ženské. Jü Jang-i byl hráč s nejvyšší výkonností v otevřené sekci, v ženské sekci to byla Gruzínka Nana Dzagnidze. Šachové olympiády se zúčastnila také Judit Polgárová, nejsilnější ženská šachistka všech dob, která v průběhu akce oznámila ukončení profesionální kariéry. Na turnaji hrála jako náhradnice maďarského týmu v otevřené sekci a přispěla k zisku druhého místa.

## Úmrtí
Poslední soutěžní den byl poznamenán smrtí švýcarského hráče Kurta Meiera, který během své partie zemřel na infarkt, a Alishera Anarkulova, který byl nalezen mrtvý ve svém hotelovém pokoji. Závěrečný ceremoniál tak začal minutou ticha.